# Hummelsø
Hummelsø er en 7,4 hektar stor sø beliggende mellem Virklund, Thorsø og Them, syd for Silkeborg, i Silkeborg Kommune. Den er centrum for en 165 hektar stor naturfredning, der blev oprettet i 1969 for at sikre de landskabelige værdier deriblandt også og i fredningen indgår også gamle hulveje og gravhøje. Området afgrænses mod nordvest, nord og øst afgrænses af statsskovene Thorsø Bakker og Silkeborg Sønderskov, og Silkeborg-Horsens-landevejen. Mod syd og vest går grænsen ved toppen af bakkeskrænterne ovenfor søen. Ved den sydøstlige ende af fredningen går Naturstien Horsens-Silkeborg på den nedlagte jernbane Bryrupbanen.